# Katy Winter
Katy Winter (* 15. März 1983 in Courroux) ist eine Sängerin und Tatookünstlerin mit isländischen und schweizerischen Wurzeln.

## Leben und Wirken
Winter wurde in der Schweiz einem breiten Publikum durch ihre Teilnahme an der ersten Staffel der Gesangs-Castingshow MusicStar bekannt, die im Schweizer Fernsehen zwischen November 2003 und Februar 2004 ausgestrahlt wurde. Dort lernte sie den Schweizer Sänger Baschi kennen, mit dem sie bis Frühjahr 2013 ein Paar war. 2006 spielte sie in Luke Gassers Film Anuk die Rolle der Kalija. Ihre Single Stronger ist zugleich der Titelsong der 2008 eingestellten Fernsehserie Tag und Nacht des Schweizer Fernsehens. 2017 nahm Winter an der siebten Staffel der Gesangs-Castingshow The Voice of Germany teil, wo sie in den „Sing-Offs“ jedoch ausschied.
Winter lebt in Frick, wo sie bis Ende 2013 ein Teehaus / Crêperie betrieb. Seit Februar 2017 führt sie zusammen mit ihrem Vater Pierre in Kleinbasel ein Tattoo-Studio.

## Diskografie
Alben
- 2005 – Private

Singles
- 2007 – Simply Irresistible
- 2008 – Stronger